# حزب عدالت مردم (مالزی)
حزب عدالت مردم (مالایی: Parti Keadilan Rakyat) یک حزب سیاسی اصلاح‌طلب و چندقومیتی در مالزی است که در سال ۲۰۰۳ با ادغام حزب عدالت ملی و حزب قدیمی‌تر مردم مالزی (PRM) تشکیل شد.